# Страшув (Свентокшиське воєводство)
Страшув (пол. Straszów) — село в Польщі, у гміні Мнюв Келецького повіту Свентокшиського воєводства.
Населення — 458 осіб (2011).
У 1975-1998 роках село належало до Келецького воєводства.

## Демографія
Демографічна структура на день 31 березня 2011 року:
|          | Загалом | Допрацездатний вік | Працездатний вік | Постпрацездатний вік |
| -------- | ------- | ------------------ | ---------------- | -------------------- |
| Чоловіки | 219     | 52                 | 143              | 24                   |
| Жінки    | 239     | 63                 | 132              | 44                   |
| Разом    | 458     | 115                | 275              | 68                   |